# 시라카와 케이쇼
시라카와 케이쇼(白川恵翔,Shirakawa Keisho, 2001년 6월 4일 ~ )는 일본의 야구 선수이자, 현 일본 독립 리그의 도쿠시마 인디고삭스의 투수이다.

## 일본 독립 리그 야구 시절

### 도쿠시마 인디고삭스
- 2020년 ~

## 한국 프로야구 시절

### SSG 랜더스
- 2024년

### 두산 베어스
- 2024년